# After War Gundam X
After War Gundam X (機動新世紀ガンダムX, Kidō shin seiki Gandamu X) est une série télévisée de science-fiction d'animation japonaise en 39 épisodes de 24 minutes. Cette série a été diffusée en 1996, environ six mois après la diffusion de Gundam Wing au Japon. Elle a été en concurrence avec une autre série : Neon Genesis Evangelion, ce qui lui a fortement nuit.

## Synopsis
Une fois, il y eut une guerre… De toutes les guerres spatiales, ce fut la septième : après plusieurs mois d'un conflit exténuant, les colonies insurgées menacèrent la Terre d'une destruction totale pour obtenir sa reddition. La Fédération, en retour, mobilisa son arme la plus puissante pour contrecarrer les plans des Forces Révolutionnaires : le Gundam X. Il en résulta la plus grande tragédie de l'Histoire qui oblitéra 99 % de l'humanité.
15 ans après cet holocauste, le monde survit comme il peut. Entre les petites nations-états qui ont remplacé la Fédération, des mercenaires-voleurs appelés Vultures fouillant les ruines de la civilisation précédente pour en exhumer des artefacts des temps anciens qu'ils revendront au plus offrant. Garrod Roan est un orphelin des décombres : n'ayant appris qu'à compter sur lui-même, il vit de petites rapines, magouilles diverses et autres arnaques. Un jour, un personnage mystérieux l'embauche pour qu'il retrouve une jeune fille de son âge, une certaine Tiffa Adil prisonnière du vaisseau vulture Frieden que commande le non moins mystérieux Jamil Neate. La rumeur prétend que celui-ci aurait été un puissant newtype pendant la guerre, une de ces personnes prétendument aux capacités extra-sensorielles surhumaines pour la liberté desquelles les colonies s'étaient révoltées. Entre autres raisons…
Mais lorsque Garrod s'enfuit avec Tiffa, il constate rapidement que celle-ci fait preuve d'une intuition étonnante : se pourrait-il que la légende des newtypes soit vraie ? Alors qu'ils sont poursuivis, les deux jeunes gens échouent dans une usine de Mobile Suits abandonnée. Là, ils découvrent une relique d'autrefois : le tristement célèbre Gundam X, celui-là même qui aurait provoqué la ruine de la sphère humaine….

## Personnages
- Vultures Equipage Frieden
  - Tifa Adil
  - Enil El
  - Garrod Ran
  - Jamil Neet
  - Roby Roy
  - Witts Sou
- Nouvelle Fédération
  - Les frères Frost
  - Lord Bloodman
- NewTypes Sattelicon 
  - Carris Nautilus
  - Paula Cis
- Rebellion Spatiale Divers 
  - Lancelow Dowell
  - Nicholas Hoff
  - Zidel Russo

## Doublage
| Personnage      | Voix japonaise     |
| --------------- | ------------------ |
| Garrod Ran      | Wataru Takagi      |
| Tiffa Adill     | Mika Kanai         |
| Jamil Neate     | Kenyuu Horiuchi    |
| Roybea Loy      | Takumi Yamazaki    |
| Witz Sou        | Kazuya Nakai       |
| Shagai Frost    | Toshiyuki Morikawa |
| Olba Frost      | Nozomu Sasaki      |
| Fixx Bloodman   | Shin Aomori        |
| Carris Nautilus | Yuko Mizutani      |
| Ennil El        | Chieko Honda       |
| Lancerow Dawell | Hiroshi Takemura   |
| Toniya Malme    | Kotono Mitsuishi   |
| Seidel Rasso    | Kazuhiko Kishino   |
| Kid Salsamille  | Kumai Motoko       |
| Sala Tyrrell    | Kakazu Yumi        |
| Pala Sys        | Miki Nagasawa      |
| Shingo Mori     | Daiki Nakamura     |

## Autres médias
La série a été adaptée en trois mangas par Koichi Tokita dès 1996, puis Yutaka Akatsu et Chitose Oshima ont imaginé la suite de l'histoire dans After War Gundam X: Under the Moonlight en 2004.